# Lev Schnirelmann
Pour les articles homonymes, voir Schnirelmann.
Lev Guenrikhovitch Schnirelmann (russe : Лев Генрихович Шнирельман), né le 2 janvier 1905 à Gomel et mort le 24 septembre 1938 à Moscou, est un mathématicien soviétique, notamment connu pour avoir cherché à prouver la conjecture de Goldbach. En 1931, en utilisant le crible de Brun (en) (créé par Viggo Brun), il parvient à montrer que tout entier naturel supérieur ou égal à 2 peut être écrit comme la somme d'au plus vingt nombres premiers.
Son autre découverte fondamentale est menée avec Lazar Lusternik. Ensemble, ils développent ce qui est maintenant appelé la catégorie de Lusternik-Schnirelmann (en) en s'appuyant sur des travaux d'Henri Poincaré, David Birkhoff et Marston Morse. Cette théorie a permis des avancées en géométrie différentielle et en topologie.